# Осада Тобрука
Осада Тобрука (англ. Siege of Tobruk) — продолжавшееся 240 дней противостояние между войсками Великобритании и её союзников и итало-немецкими силами в ходе Североафриканской кампании Второй мировой войны, целью которого являлся контроль над городом Тобрук — важным портом в Киренаике. Осада Тобрука началась 10—13 апреля 1941 года, когда город был впервые атакован войсками блока Оси под командованием генерал-лейтенанта Эрвина Роммеля, и закончилась 27 ноября 1941 года, когда 8-я британская армия деблокировала Тобрук в ходе операции «Крестоносец».

## Ход сражения

Карта театра военных действий в Ливийской пустыне.

На протяжении большей части осады Тобрук защищала австралийская 9-я дивизия генерал-лейтенанта Лесли Морсхеда. Сэр Арчибальд Уэйвелл, главнокомандующий силами Великобритании на Ближнем Востоке, приказал Морсхеду удерживать Тобрук в течение 8 недель, но австралийцы обороняли крепость в течение 5 месяцев, прежде чем по просьбе их командования 12 августа были заменены 70-й английской пехотной дивизией, Карпатской польской бригадой (6000 солдат) и 11-м чехословацким пехотным батальоном под общим командованием английского генерал-майора Рональда Скоуби. Эти силы обороняли Тобрук вплоть до конца ноября, когда осада города была снята 8-й британской армией в ходе операции «Крестоносец».
Морская операция британских и австралийских ВМС по поддержке снабжения Тобрука сыграла важнейшую роль в обороне города. В ходе её из осаждённой крепости было эвакуировано более 34 000 солдат, 7000 пленных и 7000 раненых. В Тобрук было доставлено около 34 000 тонн продовольствия и боеприпасов. При этом союзники потеряли от действий флота и авиации противника 27 судов.
Сохранение под своим контролем Тобрука имело решающее значение для действий войск союзников в Северной Африке. Тобрук представлял собой единственный крупный порт от Сфакса (Тунис) до Александрии, на протяжении около 1600 км. Захват Тобрука итало-немецкими войсками значительно упрощал снабжение последних; кроме того, после взятия этого города корпус Роммеля мог бы беспрепятственно продолжать наступление через ливийско-египетскую границу на Каир и Александрию, не опасаясь удара с тыла от гарнизона Тобрука.
Оборона Тобрука сыграла решающую роль в остановке наступления танковых сил германского корпуса «Африка», который в ходе своего апрельского наступления смог разбить британские войска в Западной Киренаике и захватить такие её города, как Дерна, Завиет-Мсус и Бенгази.
Несмотря на то, что стойкая оборона позволила союзникам удержать Тобрук в 1941 году, этот город всё же был занят войсками Оси 21 июня 1942 года после поражения союзных сил в битве при Газале.

## Предыстория

### Операция «Компас»

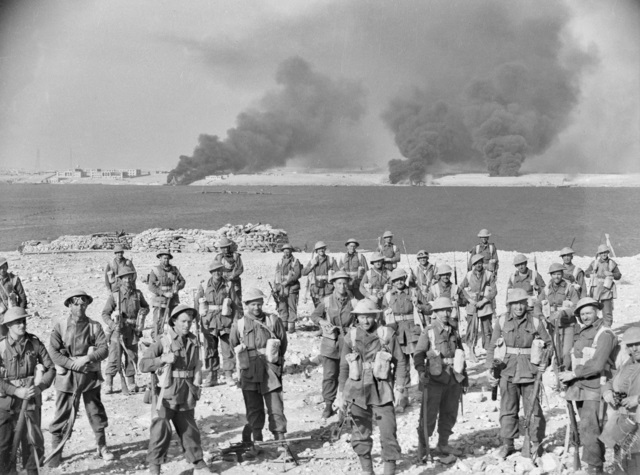
Солдаты 6-й австралийской дивизии в Тобруке, 22 января 1941 года.

В январе 1941 года союзниками была проведена операция «Компас», имевшая своей целью изгнание итальянских войск из Северной Африки. 21 января 1941 года 6-я австралийская дивизия осуществила нападение на итальянский гарнизон в Тобруке — одной из немногих хороших военно-морских баз между Триполи и Александрией.
Итальянские силы не смогли оказать эффективного сопротивления нападавшим. Почти 30-тысячный гарнизон Тобрука, включая командира, генерала Петасси Манеллу, сдался в течение суток с начала штурма. Австралийцы, потеряв 49 человек убитыми и 306 — ранеными, захватили более 27 000 пленных, а также 208 артиллерийских орудий и 28 танков, портовое оборудование и жизненно важные трофеи (воду, горючее и боеприпасы). Итальянским войскам не помогли мощные укрепления, возведенные вокруг Тобрука ещё до войны.
К 8 февраля 1941 года операция «Компас» завершилась полным успехом союзников — была почти полностью захвачена Киренаика (7 февраля 6-я австралийская дивизия заняла Бенгази), 10-я итальянская армия, попавшая в окружение у Беда-Фомма (к югу от Бенгази) капитулировала перед английской 7-й бронетанковой дивизией.
Однако, союзники не смогли развить своего успеха. На совещании ряда военных и политических лидеров союзников в Каире (19—23 февраля 1941 года) было принято решение отправить в Грецию (которая ещё с 28 октября 1940 года участвовала в войне против Италии в Эпире и Южной Албании) 100 000 солдат из наиболее опытных подразделений союзных войск в Восточной Ливии (так, наиболее хорошо оснащённые 6-я австралийская дивизия, 2-я новозеландская дивизия из XIII корпуса генерала О’Коннора покинули Северную Африку); 7-я бронетанковая дивизия, понесшая значительные потери в технике, была отведена на пополнение в Египет и на некоторое время вообще фактически перестала существовать как боеспособное формирование. XIII корпус был расформирован, а его командующий возглавил британские войска в Египте. Генри Вильсон был назначен военным губернатором Киренаики в звании полного генерала, однако потом также отправился в Грецию для командования Британским экспедиционным корпусом в этой стране.
Из числа союзных войск в Киренаике остались лишь не обладавшая боевым опытом и технически изношенная 2-я английская бронетанковая дивизия, а также недавно прибывшая в Египет 9-я австралийская дивизия. Британская 6-я пехотная дивизия в то время только формировалась из отдельных частей в Египте и ещё не обладала артиллерией и достаточным вооружением. Так же не была полностью боеспособна и польская Карпатская бригада.
Кроме того, положение союзников в Киренаике осложняла проблема недостатка снабжения. Порт Бенгази фактически не мог использоваться по причине постоянных ударов итальянских ВВС (которым союзники не могли противостоять из-за перевода большей части собственной истребительной авиации в Грецию). Единственным узлом снабжения оставалась гавань Тобрука, но для снабжения передовых частей к югу от Бенгази союзники были вынуждены перевозить военные припасы на расстояние ещё примерно в 320 км из Тобрука.
Тем временем, в ходе операции «Sonnenblume» («Подсолнечник») в Северную Африку с целью воспрепятствовать возможной потере итальянцами всей Ливии были перевезены две дивизии немецкого Африканского корпуса под командованием генерала Эрвина Роммеля. Британское командование игнорировало косвенные доказательства сосредоточения немецких войск в Триполитании, так как не имелось никаких свидетельствующих об этом данных разведки. Генерал Арчибальд Уэйвелл, командующий союзными силами в Северной Африке и на Ближнем Востоке, очевидно, не считал возможным наступление противника в Киренаике ранее середины апреля — начала мая 1941 года.

### Контрнаступление Роммеля
24 марта корпус «Африка» начал наступление вглубь Киренаики из Эль-Агейлы. Части 2-й бронетанковой дивизии начали отступление, стремясь направить наступление противника вдоль побережья Средиземного моря — на Бенгази, и вместе с тем блокировать движение немцев на Эль-Мекили. Однако, командир дивизии 3 апреля получил рапорт о том, что значительные танковые силы Африканского корпуса наступают в направление Завиет-Мсуса, где находились британские склады с горючим и военными припасами. 3-я бригада 2-й бронетанковой дивизии, прибыв в Завиет-Мсус, обнаружила, что запасы топлива там заблаговременно уничтожены, чтобы недопустить их захвата противником. Таким образом, в планировании своих дальнейших действий бригада (которая теперь составляла в результате боевых потерь и поломок техники только 12 крейсерских танков, 20 лёгких и 20 трофейных итальянских танков) должна была учитывать острую нехватку топлива и получила приказ отступать в Эль-Мекили для соединения с 3-й индийской моторизованной бригадой. В результате потери взаимодействия между частями из-за итало-немецких авиаударов по запасам топлива и машинам связи до Эль-Мекили 7 апреля смог добраться лишь штаб 2-й бронетанковой дивизии, тогда как танковая бригада, практически лишённая горючего, вынуждена была отойти к побережью (Дерна), где позднее была окружена и капитулировала.
Вместе с тем, другое подразделение 2-й бронетанковой дивизии — 2-я группа поддержки — получила приказ отходить к Эль-Реджиме, а затем к Дерне.
В результате отхода союзных сил войскам Оси была открыта дорога на Бенгази и Эль-Мекили, и Роммель выдвинул по дороге вдоль побережья Средиземного моря части 17-й («Павия») и 27-й («Брешиа») итальянских дивизий, одновременно приказав своим моторизованным и механизированным подразделениям наступать вглубь Киренаики, южнее Джебель-Ахдара (Зелёных гор) к Эль-Мекили после отступления оттуда сил 3-й британской танковой бригады. 6 апреля 1941 года передовые колонны берсальеров из 132-й итальянской танковой дивизии «Ариете» достигли Эль-Мекили.
7 апреля войсками Эрвина Роммеля был взят окружённый незадолго до этого город Дерна, где немцами были взяты в плен 6 британских генералов, в том числе генерал-лейтенанты Ричард О’Коннор и Филипп Ним (новый военный губернатор Киренаики). 8 апреля временным командующим всеми союзными войсками в Киренаике был назначен австралийский генерал-майор Джон Лаварак, имевший главную задачу в удержании Тобрука, чтобы командование в Каире получило время для организации обороны Египта.
Силы союзников в Эль-Мекили состояли к тому времени из штаба 2-й бронетанковой дивизии (который главным образом состоял из лишённых бронирования транспортных средств), 3-й индийской моторизованной бригады и отдельных частей других подразделений, включая несколько орудий 1-го полка Королевской кавалерийской артиллерии. Будучи окружены, эти войска сначала обороняли Эль-Мекили, но 8 апреля командир 2-й бронетанковой дивизии генерал-майор Майкл Гамбьер-Пэрри сдался итальянскому генералу Заглио из дивизии «Павия». В итоге около 2700 британцев, индийцев и австралийцев сдались в Эль-Мекили итальянским войскам после попытки прорыва, отражённой частями дивизии «Ариете».
Первоначальный план штурма Роммелем Тобрука предусматривал обход города танковыми силами с юга и последующую их атаку с востока, со стороны дороги на Бардию, чтобы предварительно перерезать связь гарнизона Тобрука с Каиром. Однако, желая сохранить темп наступления, Роммель уже при подходе к Тобруку приказал командующему вновь сформированной 15-й танковой дивизии (многие части которой ещё даже не прибыли в Северную Африку) генерал-майору Генриху фон Приттвиц унд Гаффрону выделить из неё 3 батальона (разведывательный, пулемётный и противотанковый) и атаковать Тобрук сразу с запада, наступая вдоль дороги из Дерны. Вероятно, Роммель не считал гарнизон крепости способным к обороне. Однако гарнизон Тобрука — 9-я австралийская пехотная дивизия, включавшая в себя 20-ю и 26-ю пехотные бригады (наименее пострадавшие при отходе из Западной Киренаики и расположенные на укреплённых позициях вне основного периметра обороны Тобрука), а также 20-ю и недавно прибывшую из Египта 18-ю пехотные бригады (составлявшие собственно гарнизон крепости) — оказал упорное сопротивление немцам.
Австралийские солдаты из 2/28 пехотного батальона первыми заметили приближавшиеся к городу 3 немецких бронеавтомобиля и заставили их отступить, обстреляв с помощью трофейных итальянских орудий. Это были первые выстрелы в истории осады Тобрука. Когда танки Роммеля достигли моста через вади перед укреплениями главного периметра обороны, эта переправа была взорвана австралийцами. Фон Приттвиц унд Гаффрон, прибывший на эту позицию, приказал своему водителю перевезти его на другую сторону вади. Автомобиль генерала, достигнув дистанции огня захваченных австралийцами итальянских 47-мм противотанковых орудий, был уничтожен огнём одного из них. Фон Приттвиц унд Гаффрон и его водитель погибли. В результате последовавшей после этого 3-часовой перестрелки немецкие силы отступили.
Союзники продолжали укреплять оборону города, устанавливая заграждения из колючей проволоки, мины и другие препятствия действиям вражеской бронетехники. Генерал-майор Лесли Морсхед, командир 9-й австралийской пехотной дивизии, разделил периметр обороны Тобрука, составлявший около 50 километров в длину, на три участка. Каждый из этих секторов было приказано оборонять по одной бригаде из 9-й дивизии: 26-й бригаде — с западной стороны, 20-й — с южной и 24-й — с восточной. 18-я австралийская бригада была оставлена в качестве общего резерва. Также Морсхедом была восстановлена заложенная ещё итальянцами система телефонной связи центра крепости с каждым из её участков. Кроме того, австралийцы организовали систему пеших гонцов на случай, если телефонные кабели будут уничтожены в результате немецкой атаки.
Перегруппировав свои силы, Роммель вернулся к первоначальному плану штурма Тобрука, отправив танки на дорогу к Бардии. К 11 апреля крепость была окружена войсками 5-й лёгкой дивизии с востока, подразделениями погибшего генерала фон Приттвица с юга и дивизией «Брешиа» — с запада.

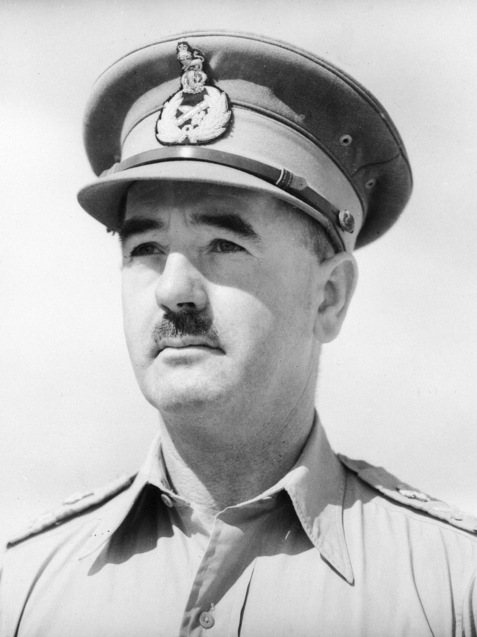
Генерал-лейтенант Лесли Морсхед, командир гарнизона Тобрука (апрель — сентябрь,1941).

Войска, осаждавшие Тобрук, включали в себя немецкий корпус «Африка», состоявший из 5-й лёгкой дивизии и подразделений 15-й танковой дивизии, а также трёх итальянских пехотных дивизий и 132-й танковой дивизии «Ариете». Силы оборонявших город союзников состояли из трёх бригад 9-й австралийской пехотной дивизии, 18-й пехотной бригады 7-й австралийской дивизии (это формирование было заранее направлено Уэйвеллом из Египта в Киренаику), около 12 000 британских солдат (главным образом артиллерии и частей снабжения), штаба 3-й британской бронетанковой бригады (около 60 танков и бронеавтомобилей) и 1500 индийцев. В целом, в Тобруке оказалось около 36 000 человек, из которых примерно 1/3 часть представляли собой нерегулярные силы, итальянские военнопленные и беженцы из Западной Киренаики. Остальные силы союзников отступили из Ливии к египетской границе; генерал Лаварак также покинул Тобрук, оставив Морсхеда командующим гарнизоном этой крепости.

## Пасхальные атаки

### Эль Адем

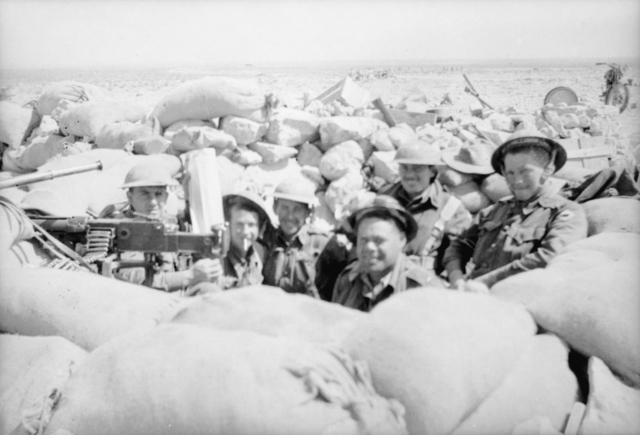
Солдаты австралийского 2/48 батальона в Тобруке.

Вскоре после полудня 11 апреля итало-немецкие силы начали полномасштабную атаку города. 5-й танковый полк 5-й лёгкой дивизии первым открыл огонь по защитникам крепости, атаковав участок, занятый солдатами 20-й австралийской пехотной бригады, к западу от дороги Эль Адем. В течение продолжавшегося около часа боя 5 немецких танков были уничтожены, а остальные вынуждены были отступить. Около 15:00 2/13 австралийский пехотный батальон был атакован силами 400 немецких солдат, также отступивших с потерями в результате эффективного заградительного огня.
В 16:00 взвод 2/17 австралийского пехотного батальона, вооружённый только 2 пулемётами «Bren», несколькими десятками винтовок и несколькими противотанковыми ружьями, подвергся атаке приблизительно 700 немецких пехотинцев, позднее поддержанных несколькими немецкими танками и итальянскими танками М13, которые, несмотря на огонь артиллерии союзников, близко подошли к их позициям, но отступили после прибытия на место сражения 4 английских танков, открывших огонь по немецкой бронетехнике поверх окопавшихся австралийцев. В этой атаке союзники потеряли убитым лишь одного человека.
План Морсхеда по обороне Тобрука не ограничивался пассивной обороной. Он приказал начать патрулирование противотанковых рвов с внешней стороны и заложить перед ними большее количество мин. Осуществляя такое патрулирование, 2/13 австралийский пехотный батальон обнаружил значительное количество взрывчатых веществ с внешней стороны укреплений. Очевидно, противник намеревался взорвать противотанковый ров, чтобы облегчить наступление своей бронетехники, но в результате действий гарнизона вынужден был отказаться от такого плана.
В случаях, когда немецкие танки или итальянские танкетки достигали австралийских позиций или преодолевали их, пехота укрывалась в хорошо защищённых от танкового огня ДОТах, заманивая бронетехнику противника на позиции второй линии обороны, укреплённые противотанковыми орудиями. Так, во время одной из наиболее крупных подобных атак, 1 мая, танковые силы итало-немецких войск были быстро отброшены от укреплений Тобрука, но пехота продолжала атаковать австралийские позиции ещё некоторое время, прежде чем также была вынуждена отступить.
13 апреля, вскоре после наступления темноты, 5-я лёгкая дивизия вновь атаковала гарнизон Тобрука, чтобы захватить плацдарм за противотанковым рвом западнее Эль Адема. Несмотря на ожесточённое сопротивление, оказанное австралийским 2/17 пехотным батальоном (один из солдат которого, капрал Джон Эдмондсон, посмертно получил за доблесть в этом бою Крест Виктории), немцам удалось захватить небольшой плацдарм, через который две танковых колонны 5-й лёгкой дивизии в ночь на 14 апреля осуществили прорыв в сторону центра Тобрука и на запад, чтобы отсечь оборонявшиеся на этом отрезке силы союзников от основного гарнизона. Однако, оказавшись под сильным огнём 1-го полка британской королевской конной артиллерии (который вскоре поддержала, атаковав немцев с фланга, группа окопавшихся британских танков «Crusader»), немцы, потеряв 16 из 38 танков, отступили. Такая же неудача постигла и продвигавшийся на запад 8-й немецкий пулемётный батальон, осуществлявший поддержку танков. Атакованный значительными силами австралийцев, а также артиллерией и авиацией, батальон потерял в ту ночь около 3/4 своих сил, тогда как защитники Тобрука — 90 человек. В результате этого поражения Роммель отказался от дальнейших атак на Тобрук с юга.

### Рас Эль Медауар

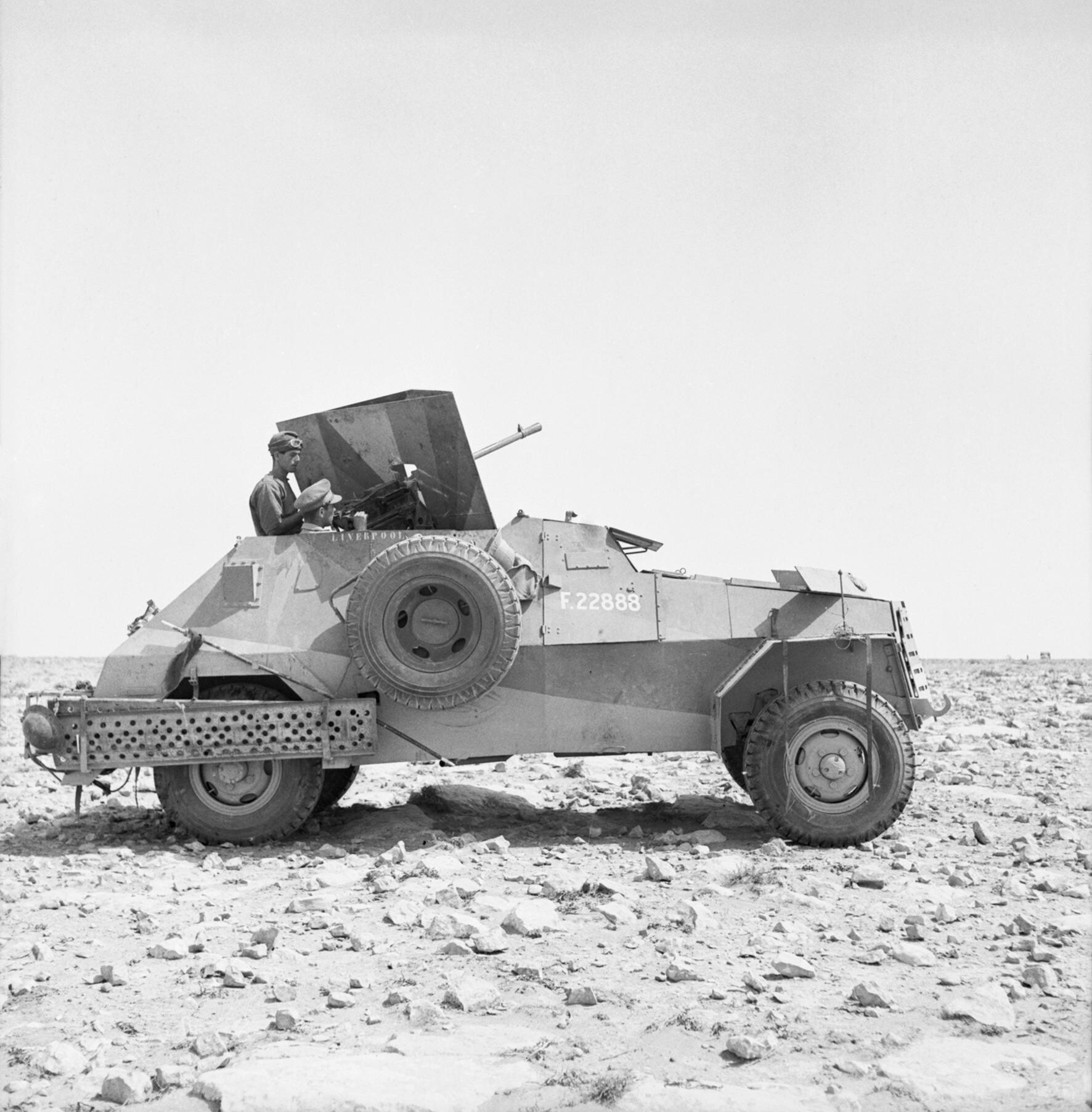
Бронеавтомобиль «Мармон-Херрингтон» около Тобрука.

После поражения в боях за Эль Адем Роммель решил перенести главный вектор нападения на западный сектор обороны Тобрука — оборонительный периметр вокруг Рас Эль Медауара, с помощью танковой дивизии «Ариете», подкреплённой 62-м пехотным полком, выделенным из итальянской пехотной дивизии «Тренто».
15 апреля 1941 года боевой патруль австралийцев возвращался после патрулирования территории в районе расположения 2/48 батальона, когда значительные итальянские силы (около 1000 человек), атаковали укрепления австралийцев под миномётным, винтовочным и пулемётным огнём последних, и смогли занять один из укреплённых постов. Поддержка оборонявшихся силами патруля, прибывшего на место боя 2/23 пехотного батальона, а также артиллерийский огонь 51-го полка полевой артиллерии решил исход боя в пользу союзников.
Вылазки австралийцев продолжались и 16 апреля, когда силами союзников недалеко от Акромы были встречены главные силы 1-го батальона 62-го полка. Итальянцы попали под шквальный огонь, а затем подверглись контратаке 2/48 батальона. Следующие за итальянской пехотой танки дивизии «Ариете» сумели прорваться до главного периметра обороны, но после были отброшены огнём 51-го артиллерийского полка. Австралийцами для атаки итальянского батальона с флангов были посланы туда пулемётчики. Наконец, сильный огонь с трёх сторон заставил отступить итальянскую пехоту, и бой прекратился. Британское коммюнике от 17 апреля 1941 года так описывало эти события:

Один из наших патрулей успешно проник во вражеское расположение вне линии обороны Тобрука, взяв в плен 7 итальянских офицеров и 139 солдат. Ещё одна атака на защитников Тобрука была отбита артиллерийским огнём. Противник вновь понёс тяжёлые потери. Во время вчерашней операции в общей сложности были пленены 25 офицеров и 767 рядовых. Кроме того, противник оставил на поле боя свыше 200 убитых.
Оригинальный текст (англ.)One of our patrols successfully penetrated an enemy position outside the defences of Tobruk, capturing 7 Italian officers and 139 men. A further attack on the defences of Tobruk was repulsed by artillery fire. The enemy again suffered heavy casualties. During yesterday's operations a total of 25 officers and 767 of other ranks were captured. In addition over 200 enemy dead were left on the field.

—New York Times

## Итоги военных действий в марте и апреле
Защитникам Тобрука повезло, что Роммель сосредоточил свои усилия по взятию крепости на таком её хорошо защищённом месте, каким был Рас Эль Медауар. Несмотря на то, что итальянцы ещё до войны потратили большие усилия на постройку укреплений Тобрука, он не был ими в достаточной степени защищён с юго-восточной стороны, где находились доминирующие над местностью холмы Бель-Хамед и Сиди-Резег. Наступающие союзники уже использовали этот фактор при взятии Тобрука в январе 1941 года, но, по неизвестной причине, Роммель проигнорировал данную наступательную возможность. Вероятно, Роммелем позднее была учтена данная ошибка, когда его войска в июне 1942 года сравнительно легко взяли Тобрук после победы при Газале, обрушившись на него именно с юго-восточной стороны.
Обе стороны зарылись в землю, рассчитывая на продолжительную кампанию, чтобы накопить силы и продолжить активные военные действия: Роммелем — по взятию Тобрука и возобновлению наступления на Египет, Уэйвеллом — по стабилизации фронта на ливийско-египетской границе и созданию предпосылок для деблокады Тобрука.
15—16 мая 1941 года союзниками была осуществлена операция «Brevity» — небольшое наступление, целью которого был захват удобных позиций на границе для успешного наступления летом и облегчения положения гарнизона Тобрука. У сил «Оси» были отбиты город Эс-Саллум и перевал Хальфайя.

## Главный штурм Тобрука
В конце апреля по инициативе ОКВ в Ливию для оценки положения на фронте и получения информации о дальнейших планах Роммеля был направлен заместитель начальника Генерального Штаба Вермахта генерал-лейтенант Фридрих Паулюс. К тому времени большая часть 15-й танковой дивизии уже прибыла в Северную Африку, однако ещё не успела полностью восстановить свою организацию.
Роммелем вновь в качестве цели атаки был выбран Рас Эль Медауар, однако теперь его планировалось атаковать сразу двумя немецкими танковыми дивизиями — 5-й лёгкой (с юго-востока) и 15-й (с юго-запада). После прорыва австралийской линии обороны планировалось рассечь гарнизон Тобрука танковыми силами на две части и ударить по их западной группировке с флангов войсками итальянских 132-й танковой дивизии «Ариете» и 27-й пехотной дивизии «Брешиа». Паулюс и итальянский генерал Этторе Бастико (официальный командующий всеми войсками стран «Оси» в Северной Африке) одобрили данный план, начало реализации которого было намечено на 30 апреля.

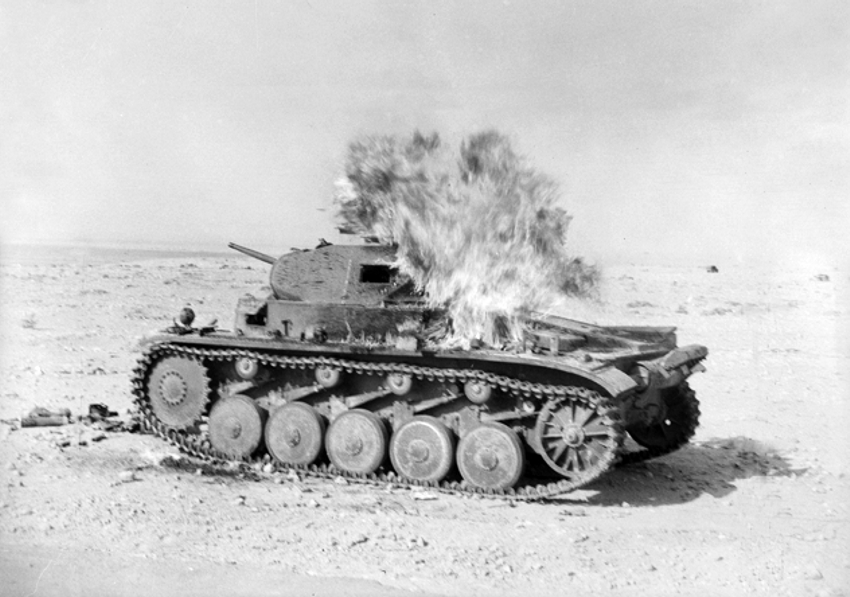
Немецкий PzKpfw II, уничтоженный при штурме Тобрука.

Вечером 30 апреля 1941 года, после продолжавшихся в течение всего дня артиллерийских и авиационных ударов по Тобруку, итало-немецкие силы обрушились на левый фланг 26-й австралийской пехотной бригады и вклинились в оборону австралийцев приблизительно на 2 мили (3,2 километра). Вместе с тем, у наступавших отсутствовало необходимое для закрепления взаимодействие между отдельными войсковыми подразделениями, которые, к тому же, понесли тяжёлые потери от огня засевших в ДОТах австралийцев и при преодолении минных полей. Несмотря на то, что Паулюс выразил сомнения в продуктивности дальнейшего наступления, Роммель ввёл в бой итальянские части, несколько расширившие фронт проникновения. Однако танковые резервы вступили в сражение и со стороны союзников. Обоюдные яростные, но безуспешные атаки (немецкие — с целью окончательно прорвать оборонительный пояс Тобрука, австралийские — с целью вернуть утраченные позиции) продолжались до ночи на 4 мая, когда силы Роммеля остановили штурм города.
Вину за провал взятия Тобрука Роммель возложил на итальянцев. Однако, именно итальянские подразделения (19-й и 20-й пехотные полки дивизии «Брешиа», 5-й и 12-й батальоны берсальеров 8-го полка берсальеров, 3-я рота 32-го сапёрного батальона и 132-я танковая дивизия «Ариете») заняли в результате сражения большинство утраченных австралийцами позиций. Последние, постоянно контратакуя укрепившийся на них 7-й полк берсальеров, нанесли ему такие потери с мая по август, что полк был выведен на отдых и пополнение в район Айн-эль-Газалы.
Тяжёлые потери, понесённые итальянскими дивизиями и 5-й лёгкой немецкой дивизией, убедили их командующих в невозможности дальнейших атак Тобрука. Под впечатлением от упорной обороны защитников Тобрука, Роммель, надеясь на истощение осаждённых и подход собственных подкреплений, более не предпринимал попыток штурма города вплоть до снятия с него осады в ноябре 1941 года.

## Осада и смена гарнизона Тобрука
Летом 1941 года генерал-лейтенант австралийской армии Томас Блейми при поддержке премьер-министра Австралии предложил вывод австралийской 9-й дивизии из Тобрука, чтобы объединить её с другими действующими в Северной Африке австралийскими войсками (6-й и 7-й пехотными дивизиями). Генерал Клод Окинлек, сменивший Уэйвелла на посту главнокомандующего силами союзников на Ближнем Востоке, в целом согласился с этим мнением, но не стремился форсировать развитие данной операции, так как передвижение такого числа войск из осаждённого города могло осуществляться лишь быстроходными военными судами в безлунные ночи (из-за опасности авиаударов противника по кораблям); кроме того, это отвлекало союзные силы от подготовки к операции «Крестоносец».
Основываясь на сообщениях австралийского командования на Ближнем Востоке об истощении гарнизона Тобрука, новый премьер-министр Австралии, Артур Фадден и его преемник, Джон Кэртин, отклонили просьбы Черчилля об отмене вывоза 9-й дивизии из Тобрука, и в период с августа по октябрь 1941 года её силы были вывезены из Тобрука британским флотом. Всего за время осады австралийцы потеряли около 3000 убитыми и ранеными; 941 солдат попал в плен.

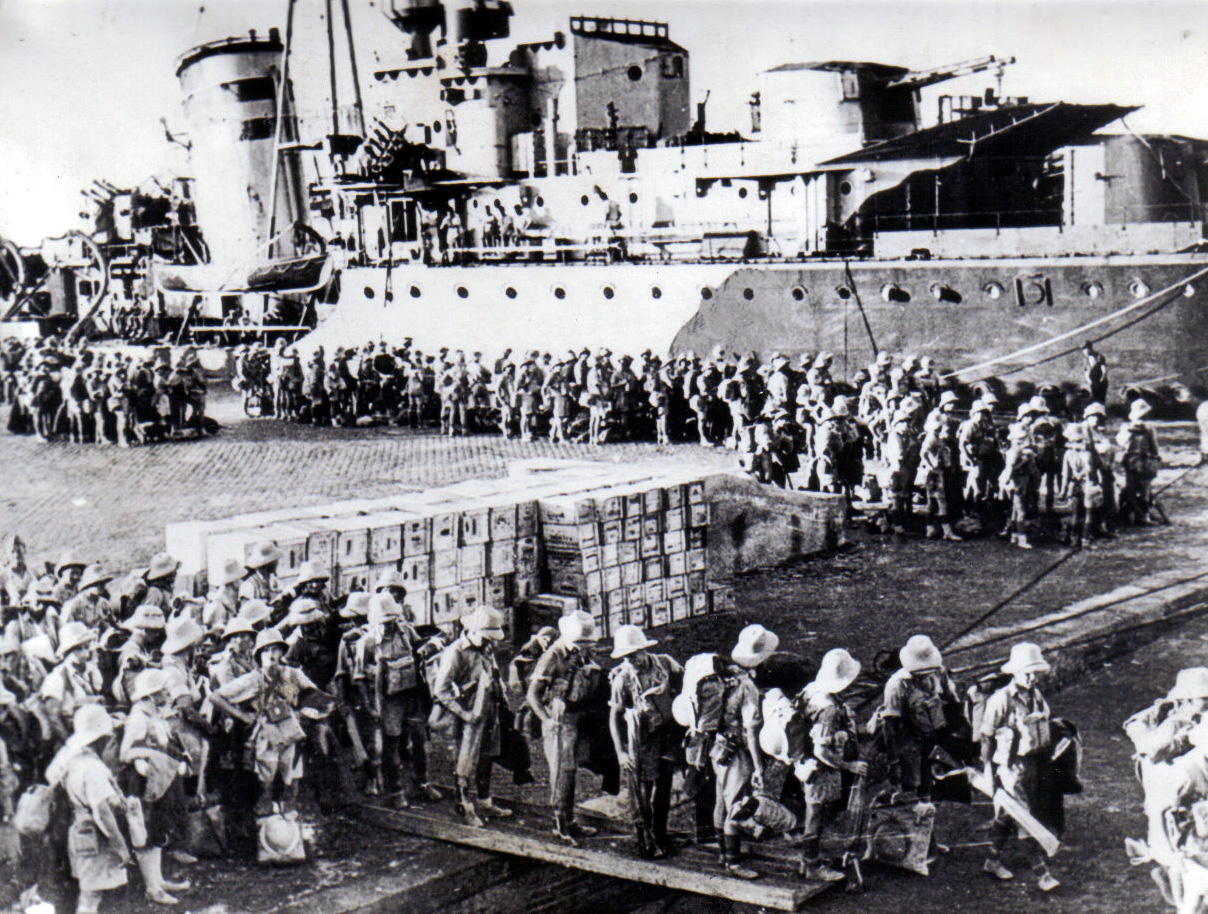
Прибытие в город польской Карпатской бригады.

Кроме подразделений 9-й дивизии, в августе из крепости были вывезены 18-я австралийская пехотная бригада и 18-й индийский кавалерийский полк имени короля Эдуарда. Их заменили польская Карпатская стрелковая бригада и 11-й чехословацкий (восточный) пехотный батальон. Прибывшая в Тобрук в сентябре-октябре 70-я британская пехотная дивизия (включавшая в себя 32-ю танковую армейскую бригаду) окончательно заменила выведенных австралийцев. Вместе с тем, по причине потерь флота, понесённых при эвакуации гарнизона Тобрука, 2/13 австралийский пехотный батальон и две роты 2/15 пехотного батальона, а также отдельные формирования штаба 9-й пехотной дивизии, не были выведены из крепости и оставались в ней до конца осады. Лесли Морсхед также покинул Тобрук, и во главе его гарнизона встал командир 70-й дивизии генерал-майор Рональд Скоуби.

## Окончание осады

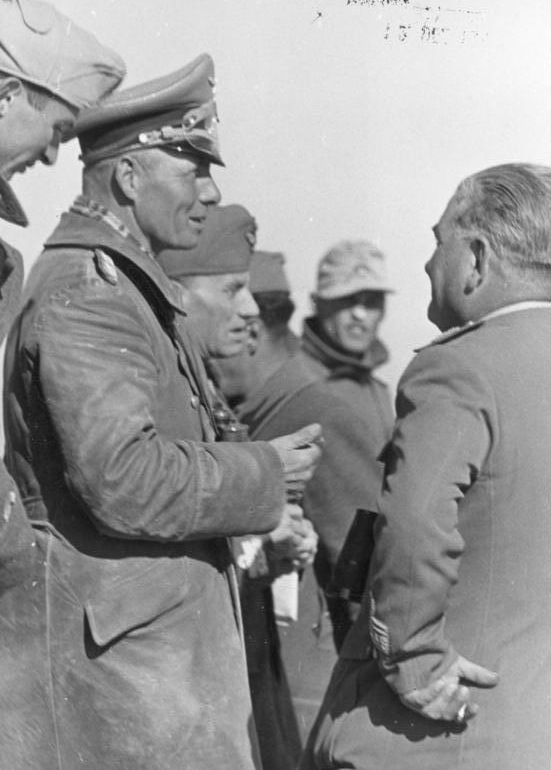
Генерал Эрвин Роммель с итальянскими офицерами накануне немецкого отступления из-под Тобрука.

15 июня 1941 года британские войска осуществили операцию «Battleaxe» («Алебарда») для прорыва немецких позиций, закрывающих проход из Египта в Киренаику, и деблокады Тобрука. После перехода через ливийскую границу бригады 7-й британской бронетанковой дивизии должны были продолжить наступление на север, к Тобруку, и соединиться там с гарнизоном города, а далее наступать объединёнными силами далее на запад. Однако, техническая ненадёжность новых британских танков, неопытность их экипажей и упорное сопротивление немцев привели к срыву наступления и потере союзниками около 90 танков.
В результате этого неудачного наступления, генерал Уэйвелл был сменён на посту главнокомандующего союзными силами на Ближнем Востоке генералом Окинлеком. Британские войска в Западном Египте были усилены и составили состоящую из двух корпусов 8-ю армию под командованием генерал-лейтенанта Аллана Каннингема.
В результате тяжёлых потерь в сражении у Сиди-Резега 22—23 ноября 1941 года и неудачных попыток выйти в тыл британцев Роммель 7 декабря начал отвод своих ослабленных войск на укреплённые позиции у Эль-Агейлы. 27 ноября 2-я новозеландская дивизия соединилась с 70-й британской пехотной дивизией, сняв таким образом осаду с Тобрука. К концу года почти вся Киренаика вновь перешла под контроль союзников. Значительную роль в этом, как и в остановке весеннего наступления Роммеля в Ливии, сыграла стойкая оборона защитников Тобрука.